# Izeaux
 Izeaux  es una población y comuna francesa, en la región de Ródano-Alpes, departamento de Isère, en el distrito de Grenoble y cantón de Rives.

## Demografía
| 1344 | 1353 | 1425 | 1511 | 1798 | 1810 |
| Para los censos de 1962 a 1999 la población legal corresponde a la población sin duplicidades (Fuente: INSEE [Consultar]) |      |      |      |      |      |